# Jean Nelissen

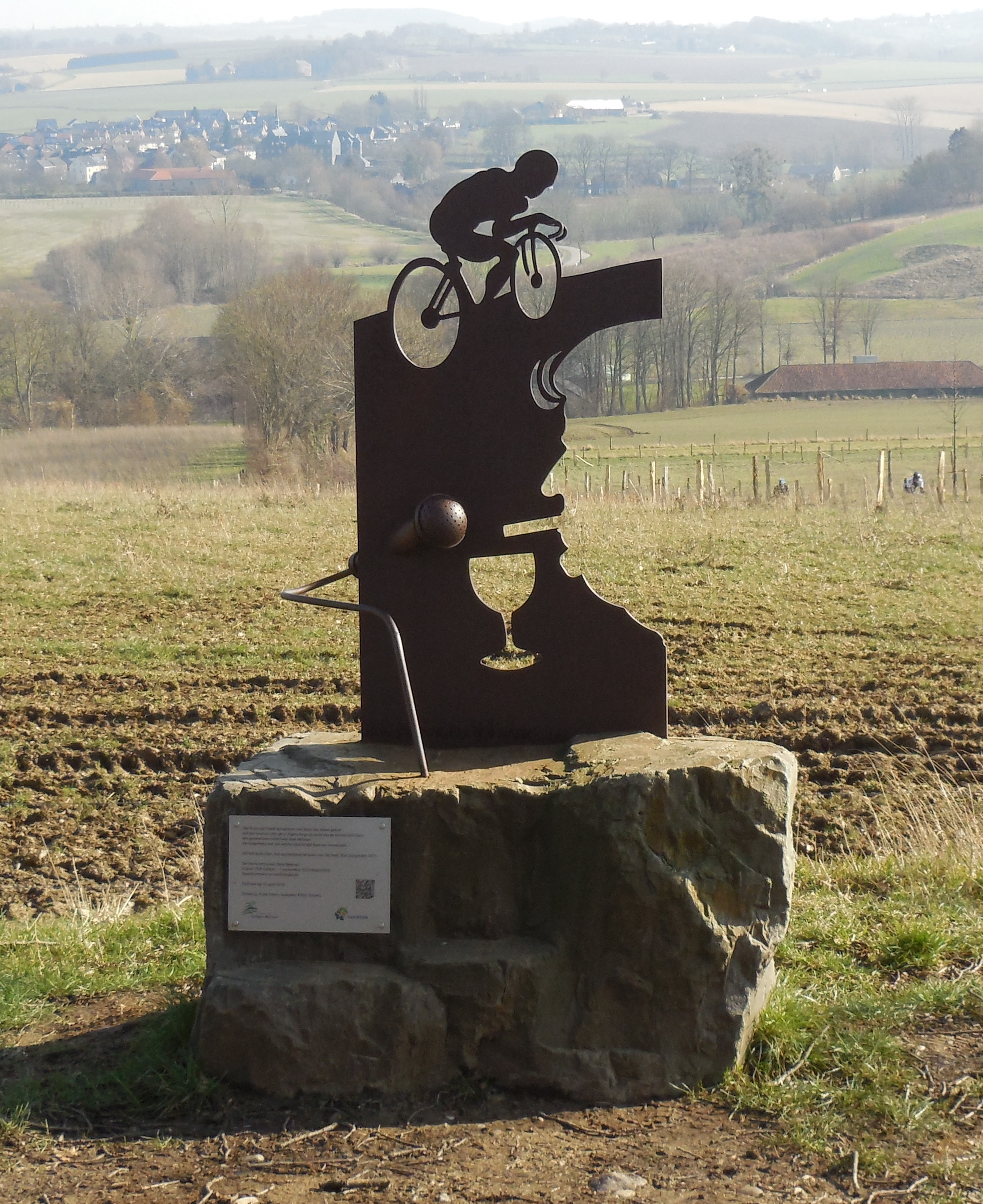
Gedenkteken Jean Nelissen op de Gulperberg

Jean Nelissen (Geleen, 2 juni 1936 - Maastricht, 1 september 2010) was een Nederlandse sportjournalist.
Hij was jarenlang chef sport bij dagblad De Limburger, maar werd vooral bekend als wielerverslaggever bij NOS Studio Sport. De Neel, zoals zijn collega Mart Smeets hem steevast aanduidde, was een van de bekendste wielercommentatoren en -verslaggevers van Nederland. Hij was befaamd om zijn encyclopedische kennis van de wielergeschiedenis.
Nelissen schreef 23 boeken, waaronder De bijbel van de Tour de France, waarin onder andere alle uitslagen uit de Tourgeschiedenis staan vermeld. Tot en met 2007 verscheen hij voor de NOS op televisie als onderdeel van het programma De Avondetappe. Hij schreef columns voor dagblad De Limburger en artikelen voor het maandblad Wieler Revue. Nelissen was tot 1982 eigenaar en bewoner van Kasteel Geulzicht. Hij was getrouwd en had geen kinderen. Hij overleed op 74-jarige leeftijd, nadat hij met een gebroken heup was opgenomen in het ziekenhuis in Maastricht. Hij werd gecremeerd in Eijsden.
Nelissen was de oom van oud-profrenner en wielerjournalist Danny Nelissen. Toen deze in 1995 wereldkampioen op de weg werd bij de amateurs, leverde "oom Jean" het televisiecommentaar. Van Nelissen is de bekende wieleruitdrukking reglementair uit het wiel rijden, oftewel: wegsprinten, demarreren, de ander(en) verslaan.
In juli 2010 kwam zijn autobiografie "Het intrigerende wielerleven van Jean Nelissen" uit, met een voorwoord van Jan Janssen. In 2015 verscheen de biografie "Jean", geschreven door Bart Jungmann. In dit boek wordt gezegd dat "het mooi zou zijn als er ergens langs de route van de Amstel Gold Race een gedenksteen komt voor Jean Nelissen" en dat "de Gulperberg met dat weidse uitzicht" hiervoor een mooie plek zou zijn. Dit monument kwam er op 15 april 2016, door Andy Preim en Robin Smeets, op initiatief van de Limburgse journalist Erwin Lennarts en Robert en Walter Loozen.
Vanaf 2011 wordt iedere twee jaar de Jean Nelissen Award uitgereikt aan een sportverslaggever of sportjournalist voor diens gehele oeuvre, een initiatief van Jos Benders, vriend van Jean Nelissen. De prijs wordt uitgereikt tijdens de vooravond van wielerklassieker Amstel Gold Race. Mart Smeets won de eerste award. De prijs werd in 2018 tijdens een live-uitzending van de Limburgse regionale omroep L1 uitgereikt door Dries van Agt. De winnaars van de Jean Nelissen Award:
- 2011 - Mart Smeets
- 2016 - Hugo Camps
- 2018 - Evert ten Napel
- 2018 - Tonny Strouken (oeuvreprijs)
- apr 2021 - Herbert Dijkstra
- nov 2021 - Wiel Verheesen
- 2023 - Michel Wuyts
- 2025 - Gio Lippens